# Yakutatbaai
De Yakutatbaai (Tlingit: Yaakwdáat G̱eeyí) is een baai in het zuidwesten van de Amerikaanse staat Alaska. De baai is 29 km breed en ligt aan de Golf van Alaska. 
De baai was het epicentrum van twee grote aardbevingen op 10 september 1899. De voorschok had een grootte van 7,4 op de schaal van Richter en de hoofdschok had een grootte van 8,0, met een tussenpoos van 37 minuten. 
De Sjelichov-Golikov Compagnie (voorloper van de Russisch-Amerikaanse Compagnie), onder leiding van Aleksandr Baranov, stichtten een nederzetting aan de Yakutatbaai in 1795. Deze nederzetting stond bekend als New Russia, Yakutat Colony of Slavorossiya.

## Andere namen
Gedurende de jaren heeft de Yakutatbaai verschillende namen gehad:
- James Cook noemde de baai Bering Bay
- Jean-François de La Pérouse, die het in 1786 bezocht, noemde de baai Baie de Monti, naar een van zijn officieren
- Kapitein Nathaniel Portlock noemde het in 1786 Admiralty Bay
- De Spanjaarden noemden het Almirantazgo
- Toen Alejandro Malaspina en José de Bustamante de baai bezochten in 1791, werd de baai Port Mulgrave genoemd
- Yuri Lisyansky noemde het Jacootat of Yacootat toen hij in 1805 de baai bezocht